# Denis-François Secousse
Pour les articles homonymes, voir Secousse.
Denis-François Secousse, né le 8 janvier 1691 à Paris où il est mort le 15 mars 1754, est un avocat et historien français.

## Biographie
D'une famille de magistrats, dont plusieurs membres étaient curés de Saint-Eustache de Paris, il est le fils du chevalier Jean-Léonard Secousse, avocat au parlement et chef du conseil du duc de Maine.
Il a suivi ses cours d'humanités et de philosophie au Collège de Beauvais, et été l'élève entre autres de Rollin. Il est devenu avocat au Parlement en 1710. Après la mort de ses parents, il s’est livré de préférence à des recherches historiques et été reçu à l'Académie des inscriptions et belles-lettres en 1722.
Chargé par d'Aguesseau de continuer la publication des Ordonnances des rois de France de la troisième race, recueillies par ordre chronologique, avec des renvois des unes aux autres, des sommaires, des observations sur le texte et cinq tables, commencée par Eusèbe de Laurière, il en a terminé le 2e volume et en a publié 6 autres de 1729 à 1750, mais sans pouvoir la terminer, car il devenait aveugle. Louis-Guillaume de Vilevault prendra le relai,.
Il a ensuite reçu l'ordre de dresser une chronologie des chartes et diplômes de l'histoire de France.

Secousse a été durant plusieurs années censeur royal. Il avait pourtant 

« l'âme aussi bonne que droite, les plus grandes connaissances dans notre histoire dont jamais particulier n'avait encore forgé une si riche collection. Il avait le caractère de communication au degré le plus attrayant. Malgré la perte qu’il avait faite de la vue, perte bien cruelle pour un homme qui ne connaissait que la passion des livres, il avait une infinité de connaissances et pouvait donner des renseignements sur les points les plus importants et souvent les plus négligés. Cet homme estimable est regretté de tous ceux qui l’ont connu. »

Ses dernières œuvres, relatives au roi Charles le Mauvais, comprennent des retranscriptions du Trésor des Chartes qui font encore référence de nos jours. Elles comprennent des discours à charge qui firent longtemps autorité et contribuèrent à la légende noire dont ce roi reste auréolé. Ces deux ouvrages sont publiés à titre posthume, en 1755 et 1758. On a de lui, outre ses ouvrages, plusieurs mémoires historiques et littéraires publiés dans le recueil de l’Académie des inscriptions.

## Publications
- Ordonnances des Rois de France de la troisième race : recueillies par ordre chronologique, avec des renvois des unes aux autres, des sommaires, des observations sur le texte et cinq tables.
- Mémoire présenté en 1726 à Mr le duc d'Orléans regent du Royaume de Mr Secousse, avocat en Parlement.
- Dissertation sur l'expédition d'Alexandre contre les Perses, 1729.
- Histoire de Julius Sabinus, et d'Epponina la femme, 1729.
- Mémoire sur l'attentat commis par une partie des chevaliers de Malte contre le Grand Maître de la Cassière, 1740.
- Mémoires de Condé ou Recueil pour servir à l'histoire de France, 1740.
- Mémoires de Condé, servant d'éclaircissement et de preuves à l'Histoire de M. de Thou, contenant ce qui s'est passé de plus mémorable en Europe : ouvrage enrichi d'un grand nombre de pièces curieuses ... : augmenté d'un supplement ... , 1743.
- Supplement aux Memoires de Condé, 1745.
- Mémoire sur l'union de la Champagne et de la Brie à la couronne de France, 1751.
- Lettre de M*** à un de ses amis retiré dans une terre, 1753.
- Catalogue des livres de la bibliotheque de M. Secousse, avocat en parlement, de l'Academie Roïale des inscriptions et belles-lettres, dont la vente sera indiquée par affiches, 1755.
- Les ordonnances de Charles VI, données depuis le commencement de l'année 1404 jusqu'à la fin de l'année 1414, 1755.
- Recueil de pièces servant de preuves aux Mémoires sur les troubles excités en France par Charles II, dit le Mauvais, 1755.
- Recueil de pièces servant de preuves aux Mémoires sur les troubles excités en France par Charles II, dit le Mauvais, roi de Navarre et Comte d'Evreux, 1755.
- Mémoires pour servir à l'histoire de Charles II, roi de Navarre et comte d'Evreux, surnommé le Mauvais, 1755, 1758.
- Mémoire historique et critique sur les principales circonstances de la vie de Roger de Saint Lary de Bellegarde, maréchal de France,... et principalement sur l'entreprise qu'il forma pour se rendre indépendant de l'autorité royale dans le marquisat de Saluces, et sur les suites qu'eut sa révolte après sa mort, 1764.
- Additions: ... de C***, 1767.
- Correspondance littéraire du Président Bouhier : Lettres de Denis-François Secousse.
- Lettres de Denis-François Secousse : 1738-1746.